# برنامه علمی تغییر اقلیم
برنامه علمی تغییر اقلیم یا برنامه علمی تغییر آب‌وهوا (به انگلیسی: Climate Change Science Program (CCSP))، برنامه‌ای بود که مسئول هماهنگی و یکپارچه‌سازی پژوهش‌ها دربارهٔ گرمایش جهانی توسط سازمان‌های دولتی ایالات متحده از فوریه ۲۰۰۲ تا ژوئن ۲۰۰۹ بود. در پایان آن دوره، CCSP 21 گزارش ارزیابی آب و هوایی جداگانه منتشر کرد که مشاهدات آب و هوا، تغییرات جوی، تغییرات آب و هوایی مورد انتظار، پیامدها و سازگاری، و مسائل مربوط به مدیریت ریسک را مورد توجه قرار داد. مدت کوتاهی پس از روی کار آمدن پرزیدنت اوباما، نام این برنامه به برنامه پژوهشی تغییر جهانی ایالات متحده (U.S. Global Change Research Program (USGCRP)) تغییر یافت که نام برنامه پیش از سال ۲۰۰۲ نیز بود. با این وجود، دولت اوباما به‌طور کلی محصولات CCSP را به عنوان علم سالمی که مبنایی برای سیاست‌های آب‌وهوایی است پذیرفت. از آنجا که این گزارش‌ها عمدتاً پس از چهارمین گزارش ارزیابی هیئت بین‌دولتی تغییرات آب و هوایی (IPCC) منتشر شده‌اند، و در برخی موارد به‌طور خاص بر ایالات متحده متمرکز شده‌اند، عموماً در داخل ایالات متحده به عنوان دارای اهمیت و اعتبار علمی قابل مقایسه با ارزیابی IPCC برای چند سال اول دولت اوباما است.